# Pollionnay
Pollionnay är en kommun i departementet Rhône i regionen Auvergne-Rhône-Alpes i östra Frankrike. Kommunen ligger i kantonen Vaugneray som tillhör arrondissementet Lyon. År 2022 hade Pollionnay 2 966 invånare.

## Befolkningsutveckling
Antalet invånare i kommunen Pollionnay
| Referens: INSEE |